# Gérard d’Aboville

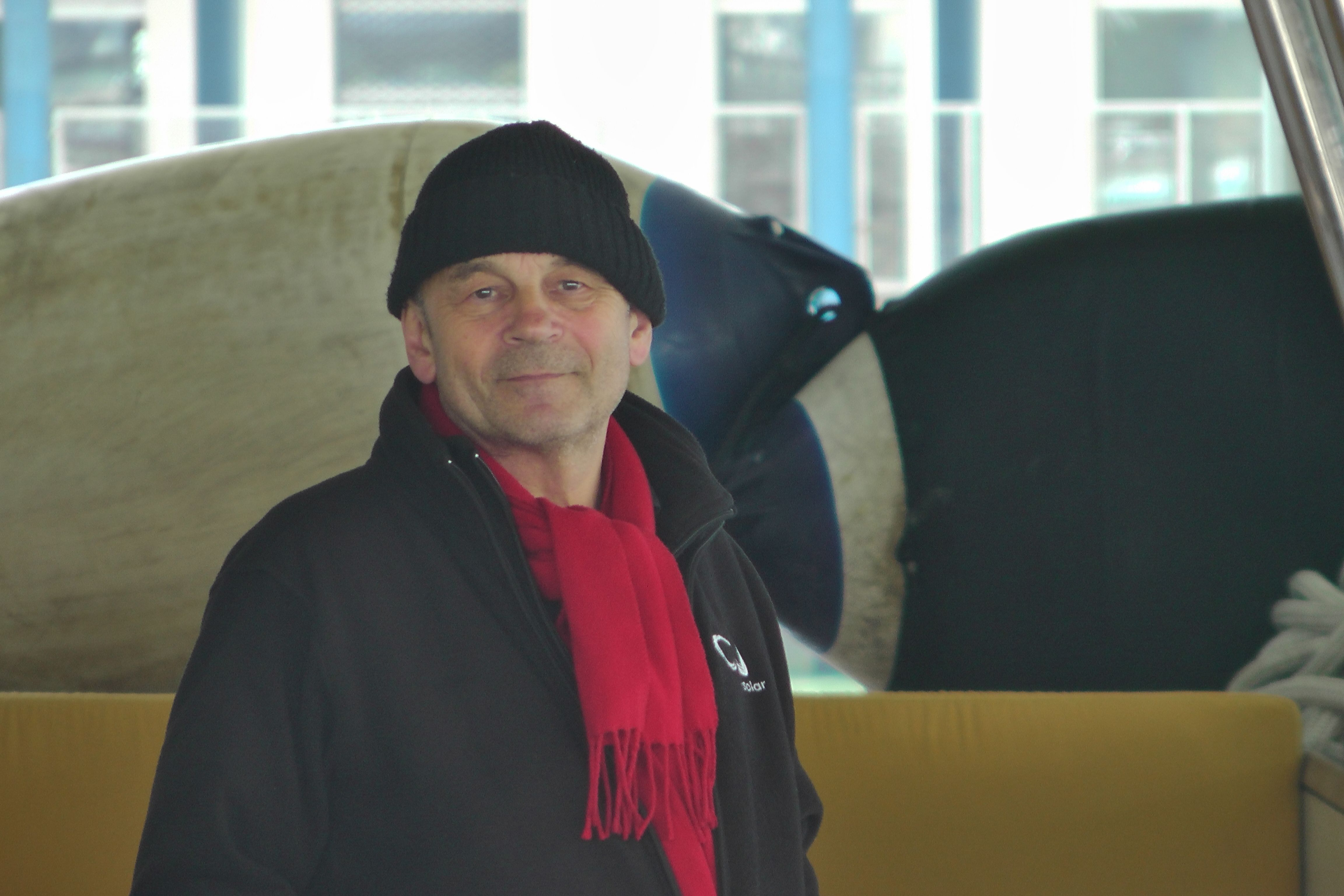
Gérard d’Aboville, 2014

Gérard d’Aboville (* 5. September 1945 in Paris) ist ein französischer Navigator und Politiker. Er initiiert Solo-Überquerungen von Ozeanen im Ruderboot. D’Aboville hat einen Sitz im Gemeinderat von Paris für die UMP.

## Biographie
Gérard d’Aboville ist ein direkter Nachfahre von Augustin-Gabriel d’Aboville, einem General des ersten französischen Kaiserreichs, und dessen Sohn Auguste Ernest d’Aboville, Politiker des zweiten französischen Kaiserreichs und dem Beginn der Dritten Republik.
1980 überquerte er als erster Solo-Ruderer den Atlantik, er verließ Cape Cod (USA) am 10. Juli und kam am 21. September nach 71 Tagen und 23 Stunden und einer Strecke von 5200 Kilometern in Brest an. Sein Boot, die Capitaine Cook, maß 5,60 Meter. Bereits im Januar desselben Jahres hatte er, zusammen mit seinen vier Brüdern, auf dem Motorrad an der Rallye Dakar 1980 teilgenommen. 1985 organisierte und entwarf er die Boote für die Expedition Africa-Raft von Phillippe de Dieuleveult. 1991 ruderte er über den Pazifik, er verließ Chōshi (Japan) am 10. Juli und erreichte die amerikanische Küste am 21. November.  1993 veröffentlichte er Seul (Allein), ein Roman, der wie ein Tagebuch seine Reise von 1991 erzählt.
Seit 1992 wurde er als Ritter in der Ehrenlegion aufgenommen, 1993 zum Offizier ernannt.
2001 überflog er mit einem kleinen einmotorigen Flugzeug begleitet von Hubert de Chevigny und Bernard Lafferrière den Nordpol (eine private Expedition) ohne elektronische Navigationsinstrumente. 2006 trat er dem Projekt PlanetSolar als Co-Skipper bei.
2017 gründete er mit Fanny Adam den ersten französischen Marktplatz, der sich auf nautische Ausrüstung spezialisiert hat.

## Politik
Er war von 1994 bis 1999 Europaabgeordneter.
Seitdem engagiert er sich im Kampf für Umweltbewusstsein und den Erhalt der Meere mit La Fondation du patrimoine maritime et fluvial. Außerdem war er Vorsitzender des Conseil supérieur de la navigation de plaisance et des sports nautiques.
Im Januar 2008 erklärte er seine Kandidatur für den Posten des Bürgermeisters des 15. Arrondissement (Paris) gegen den Kandidaten der UMP. Am 9. März 2008 bekam er ca. 10 % der Stimmen, so dass ein Bestehen im zweiten Anlauf möglich war. Er fusionierte seine Liste mit einer anderen. Seit dem 16. März sitzt er im Gemeinderat des 15. Arrondissement und ist Mitglied im Stadtrat von Paris.